# Lychnophora
Lychnophora es un género de plantas con flores perteneciente a la familia   Asteraceae. es un género de plantas fanerógamas perteneciente a la familia de las asteráceas. Comprende 75 especies descritas y de estas, solo 16 aceptadas.

## Taxonomía
El género fue descrito por Carl Friedrich Philipp von Martius y publicado en Denkschriften der Koeniglich-Baierischen Botanischen Gesellschaft in Regensburg 2: 148. 1822. La especie tipo es Lychnophora salicifolia Mart.	 

## Especies aceptadas
A continuación se brinda un listado de las especies del género Lychnophora aceptadas hasta julio de 2012, ordenadas alfabéticamente. Para cada una se indica el nombre binomial seguido del autor, abreviado según las convenciones y usos.
- Lychnophora brunioides Mart.
- Lychnophora crispa Mattf.
- Lychnophora ericoides Mart.
- Lychnophora granmogolensis (Duarte) D.J.N.Hind
- Lychnophora humillima Sch.Bip.
- Lychnophora passerina (Mart. ex DC.) Gardner
- Lychnophora pinaster Mart.
- Lychnophora ramosissima Gardner
- Lychnophora reticulata Gardner
- Lychnophora rosmarinifolia Mart.
- Lychnophora salicifolia Mart.
- Lychnophora staavioides Mart.
- Lychnophora tomentosa (Mart. ex DC.) Sch.Bip.
- Lychnophora trichocarpha (Spreng.) Spreng.
- Lychnophora triflora (Mattf.) H.Rob.
- Lychnophora villosissima Mart.